# Manuel Baptista Itajaí
Manuel Baptista Itajaí (Lagarto, 28 de julho de 1859 — Aracaju, 31 de janeiro de 1918) foi um médico e político brasileiro.
Vice-presidente de Sergipe no mandato de José Rodrigues da Costa Dória, assumiu a presidência de 10 de julho a 13 de novembro de 1909.